# Bataille de la rivière Mhlatuze

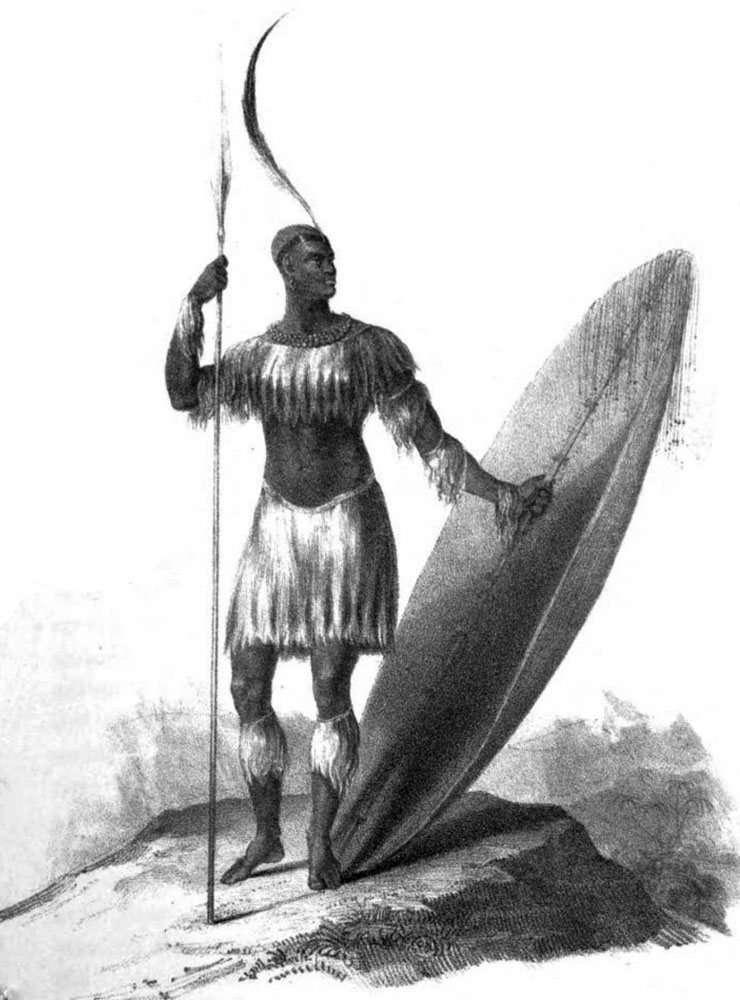
Croquis du Roi Chaka (1781 - 1828) datant de1824, attribué à James King.

La bataille de la Mhlatuze ou bataille de la rivière Mhlatuze est une bataille qui opposa les Zoulous et les Ndwandwe, en 1820. Battus, les dirigeants Ndwandwe furent dispersés ainsi que la population. 

## Histoire
En 1818, Chaka, roi zoulou, avait été attaqué par les guerriers Qwabe, conduits par Phakathwayo, au bord de la même rivière.

## La bataille
Les Zoulous, sous la direction de Chaka, triomphèrent au combat. Comme à l'occasion de la bataille de Gqokli Hill, ce fut le sens tactique de Chaka qui permit cette victoire. Lorsque l'attaque ndwandwe eut lieu, il attendit qu'environ la moitié des ennemis se trouve d'un côté de la rivière, séparant ainsi les assaillants en deux groupes distincts.